# كارل فرانز أنطون ريتر فون شرايبرس
كارل فرانز انطون ريتر فون شرايبرس (بالألمانية: Carl Franz Anton Ritter von Schreibers) (و. 1775 – 1852 م) هو عالم نبات، وعالم حيواني من النمسا . ولد في براتيسلافا .
توفي في فيينا .